# Playhouse Disney (Italia)
Playhouse Disney era un canale televisivo tematico per bambini dai 2 ai 5 anni edito da Walt Disney Television Italia.
La voce ufficiale dei promo del canale era della doppiatrice Jolanda Granato, che è anche la doppiatrice della rete televisiva Frisbee dal 2015.

## Storia
Inizialmente il canale, come negli Stati Uniti, era un contenitore prescolare che operava dalle 8:30 alle 12:30, della mattina, i giorni feriali su Disney Channel.
Il 1º maggio 2005 aprì il canale a sé stante Playhouse Disney sulla piattaforma Sky (canale 611 del pacchetto Primo SKY).
Dall'8 dicembre 2008 veniva trasmesso anche da Mediaset Premium sul mux Mediaset 1 riuscendo a passare l'ultima gara di assegnazione del 40% della capacità trasmissiva per i multiplex nazionali classificandosi al 9º posto.
Il 31 luglio 2009 sulla piattaforma Sky nacque Playhouse Disney +, che riproponeva la stessa programmazione di Playhouse Disney 25 minuti dopo (canale 612, pacchetto Primo SKY). La direzione del canale era affidata alla doppiatrice Camilla Gallo.
Nel 2010 venne organizzato Playhouse Disney Live!, uno spettacolo teatrale a più tappe con i personaggi del canale.
Il 14 maggio 2011 il canale viene chiuso in favore del rebrand Disney Junior.

## Contenuti
Playhouse Disney trasmetteva programmi adatti ai più piccoli per educare divertendo, come ad esempio: Lazy Town che insegna ai bambini le buone abitudini alimentari; i Little Einsteins con lezioni di geografia, arte e scienza; o ancora produzioni come Bear nella grande casa blu (anche in chiaro su Rai 3) o Winnie the Pooh che affrontano i problemi di ogni giorno, accompagnando i piccoli telespettatori con canzoni o filastrocche educative.
Durante gli spezzoni pubblicitari, i conduttori di Bocconcini presentavano il programma successivo. Dal 2008 sono stati sostituiti da Ooh, Aah & Tu.
La sera inizialmente il canale chiudeva le trasmissioni con "La canzone dell'arrivederci" di Bear nella grande casa blu. Successivamente, ciò è stata sostituita con una canzone di Fru e Pelù che invitavano gli spettatori ad andare a dormire.

## Programmazione
- 3rd & Bird - Via degli uccellini n. 3[15]
- Agente speciale Oso[16]
- Andy Pandy[17]
- Animali meccanici
- Art Play[18]
- Art Attack
- Babar e le avventure di Badou[19]
- Bear nella grande casa blu[1]
- Big & Small
- Bocconcini[18][20]
- Boo!
- Bunnytown - La città dei coniglietti[21]
- Charlie e Lola
- Chissà Perché
- Choo-Choo Soul[22]
- Chuggington[23]
- Curioso come George
- Cars Toons[24]
- Disney: Il Magico Mondo Degli Animali
- Doodlebops
- Ebb e Flo
- Finley spegnifuoco
- Fru e Pelù[14]
- Groove High - Una casa di cura di amici e familiari
- Higglytown Heroes - 4 piccoli eroi[25]
- I miei amici Tigro e Pooh[25]
- I Numerotti[26]
- Il circo di Jojo[25]
- Il gatto col cappello[27]
- Il giardino magico[28]
- Il libro di Pooh[1]
- Il trenino Thomas (stagioni 1-5)[29]
- Imagination Movers[30]
- Indovina con Jess
- In cucina con Zefronk
- In giro per la giungla[31]
- Johnny e i folletti[32]
- Juanito Jones
- La casa di Topolino[25]
- La squadra della fattoria
- Lazy Town[33]
- Little Einsteins[25]
- Louie[32]
- La Melevisione
- Fantaghirò
- Magic English
- Mamma Mirabelle
- Manny Tuttofare[25]
- Nouky e i suoi amici
- Ooh, Aah & Tu[12]
- Orsetto Rupert: Segui la Magia...
- Ozie Boo![30]
- Qua la zampa![18]
- Pepi, Briciola e Jo-Jo[34]
- Poppets Town
- Piccolo grande Timmy
- Rolie Polie Olie[1]
- Shanna Show[35]
- Stanley[3][36]
- Tadino il Postino - La Macchina Riparatutto
- Tractor Tom[30][37]
- Vitaminix

## Prodotti
Tra il 2008 e 2011 uscì nelle edicole d'Italia a soli 3,90 euro prodotto da Walt Disney Television Italia il Playhouse Disney Magazine, la quale ogni mese proponeva ai bambini le novità che arrivavano sul canale, giochi dei cartoni più amati, un regalo marchiato Playhouse Disney e un DVD con un episodio completo de La casa di Topolino e clip di altri programmi proposti dal canale. La rivista si fermò all'uscita 39, per poi proseguire con la rivista 40 con il titolo Disney Junior Magazine.
Inoltre, prima di diventare Disney Junior, il canale offrì nelle edicole la Playhouse Disney Compilation, un CD dove si poteva ascoltare tutte le sigle dei cartoni Disney che andavano in onda sul canale.

## Loghi

Logo usato quando il canale era blocco su Disney Channel
1º maggio 2005[3] - 14 maggio 2011

## Ascolti

### Share 24h di Playhouse Disney
Dati Auditel relativi al giorno medio mensile sul target individui 3+.
|      | Gennaio | Febbraio | Marzo | Aprile | Maggio | Giugno        | Luglio        | Agosto        | Settembre     | Ottobre       | Novembre      | Dicembre      | Media anno |
| ---- | ------- | -------- | ----- | ------ | ------ | ------------- | ------------- | ------------- | ------------- | ------------- | ------------- | ------------- | ---------- |
| 2011 | 0,18%   | 0,19%    | 0,17% | 0,16%  | 0,17%  | Disney Junior | Disney Junior | Disney Junior | Disney Junior | Disney Junior | Disney Junior | Disney Junior |            |

### Share 24h di Playhouse Disney+
Dati Auditel relativi al giorno medio mensile sul target individui 3+.
|      | Gennaio | Febbraio | Marzo | Aprile | Maggio | Giugno        | Luglio        | Agosto        | Settembre     | Ottobre       | Novembre      | Dicembre      | Media anno |
| ---- | ------- | -------- | ----- | ------ | ------ | ------------- | ------------- | ------------- | ------------- | ------------- | ------------- | ------------- | ---------- |
| 2011 | 0,07%   | 0,07%    | 0,05% | 0,06%  | 0,05%  | Disney Junior | Disney Junior | Disney Junior | Disney Junior | Disney Junior | Disney Junior | Disney Junior |            |